# Lobelia carens
Lobelia carens är en klockväxtart som beskrevs av Peter B. Heenan. Lobelia carens ingår i släktet lobelior, och familjen klockväxter. Inga underarter finns listade i Catalogue of Life.